# پروکوپیفسک
شهر پروکوپیفسک (به روسی: Прокопьевск) در کشور روسیه و در اوبلاست کمروو واقع شده‌است.